# Deskriptor
Deskriptor je slovní výraz, který slouží k popisu obsahu dokumentů a jejich následnému vyhledávání. Spolu s nedeskriptorem (což je soubor výrazů, který nahrazuje deskriptor), tvoří slovníkovou jednotku tezauru.